# Enrico Gasparotto

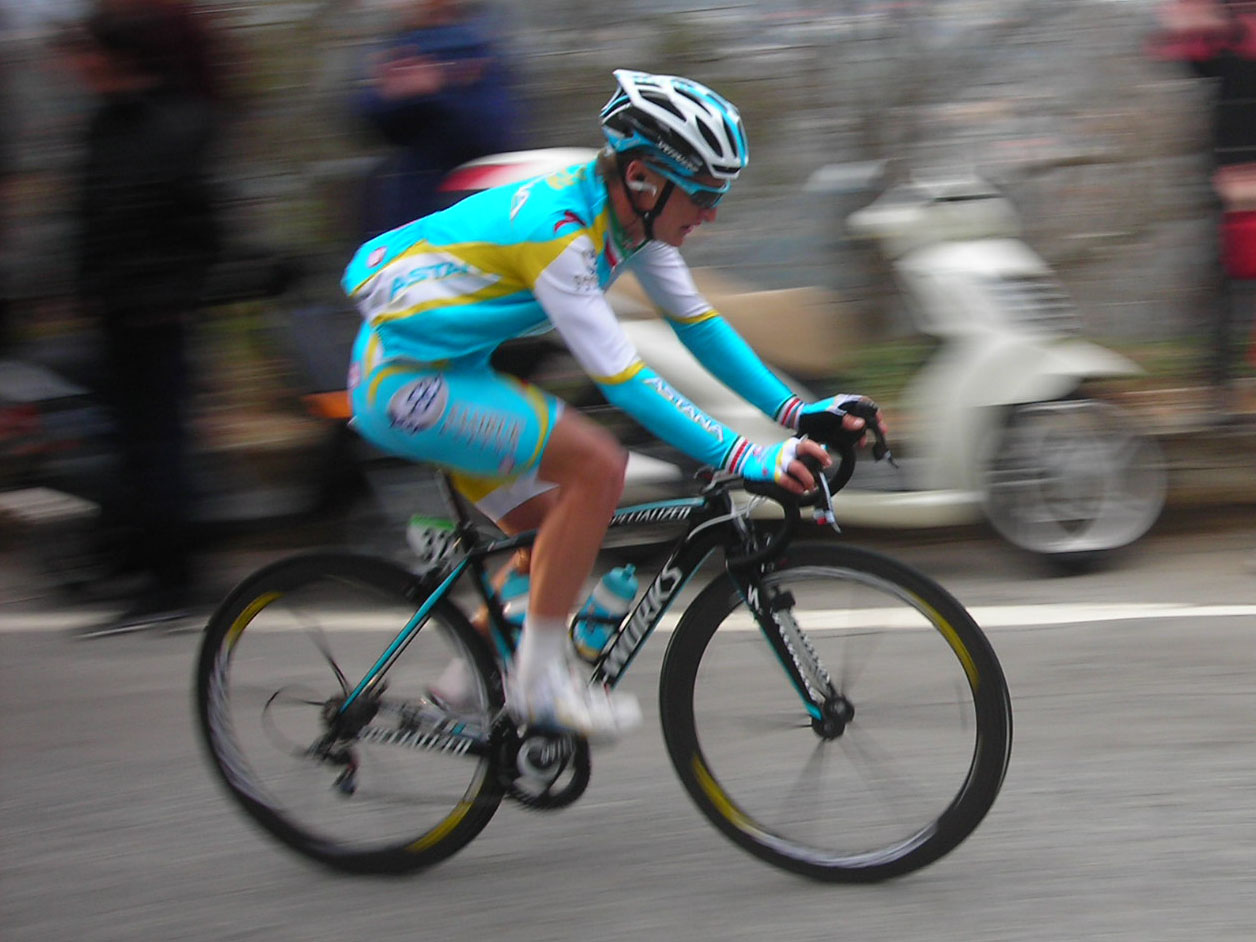
Enrico Gasparotto under 2012 års Milano-San Remo.

Enrico Gasparotto, född 22 mars 1982 i Sacile, Friuli-Venezia Giulia, är en italiensk professionell tävlingscyklist. Han blev italiensk nationsmästare på landsväg 2005. Han har också burit den rosa ledartröjan i det italienska etapploppet Giro d'Italia under 2007.

## Karriär
Enrico Gasparotto blev professionell 2005 med det italienska UCI ProTour-stallet Liquigas-Bianchi. Han tävlade med stallet fram till och med slutet av 2007 och bytte till säsongen 2008 stall till Barloworld, som tillhör UCI Professional Continental. Inför säsongen 2009 blev Gasparotto kontrakterad av Lampre.
I Giro d'Italia 2007 bar Gasparotto den rosa ledartröjan när hans stall Team Liquigas vann första dagens tempolopp. Han förlorade tröjan till Danilo di Luca dagen därpå, men fick tillbaka ledartröjan efter etapp 3. Danilo di Luca tog sedan tillbaka tröjan efter etapp 4.
Gasparotto blev italiensk nationsmästare på landsväg 2005. Samma år vann han också etapp två på Katalonien runt.
Under säsongen 2008 slutade Gasparotto tvåa i Tirreno-Adriatico efter schweizaren Fabian Cancellara. Den 1 april vann han den första etappen av De Panne tredagars. I juni vann Gasparotto den tredje etappen av Ster Elektrotoer och blev också vinnare av tävlingens sammandrag före vitryssen Vasil Kiryenka. Två månader senare slutade han tvåa på etapp 4 av Volta a Portugal och trea på etapp 5. I september 2008 vann Gasparotto Giro di Romagna. I slutet av säsongen blev Gasparotto utsedd till vinnare av UCI Europe Continental Tour före Stefano Garzelli och Mychajlo Chalilov.
I februari 2009 slutade Gasparotto trea på etapp 3 av Giro della Provincia di Grosseto bakom landsmännen Daniele Pietropolli och Stefano Garzelli. I tävlingens slutställning slutade han tvåa bakom Pietropolli. Några dagar därpå slutade han tvåa på etapp 1 av Giro di Sardegna bakom sin stallkamrat Mirco Lorenzetto. Gasparotto slutade även på tredje plats på Coppa Bernocchi bakom Luca Paolini och Danilo Hondo.
Gasparotto vann etapp 5 av Tirreno-Adriatico 2010 framför Stefano Garzelli och Maksim Iglinskij.

## Meriter
2005
1:a, etapp 2, Katalonien runt
 Nationsmästerskapens linjelopp
2006
1:a, Memorial Cimurri
2007
1:a, etapp 1 lagtempolopp (Team Liquigas), Giro d'Italia 2007
2008
1:a, UCI Europe Continental Tour
1:a, Etapp 1, De Panne tredagars
1:a, Ster Elektrotoer
1:a, Etapp 3, Ster Elektrotoer
1:a, Giro di Romagna
2:a, Tirreno-Adriatico
2:a, Etapp 4, Volta a Portugal
3:a, Etapp 5, Volta a Portugal
2009
2:a, Giro della Provincia di Grosseto
2:a, etapp 1, Giro di Sardegna
3:a, etapp 3, Giro della Provincia di Grosseto
3:a, Coppa Bernocchi

## Stall
- Team Liquigas 2005–2007
- Barloworld 2008
- Lampre 2009
- Astana 2010–